# Love and Mr. Lewisham
Love and Mr. Lewisham é um romance de H.G.Wells lançado originalmente em 1900.
É novela romântica inspirada na vida do autor aonde é tratado temas como política e relacionamento pessoal.